# Војћех Војдак
Војћех Јацек Војдах (пољ. Wojciech Jacek Wojdak; Бжеско, 13. март 1996) пољски је пливач чија ужа специјалност су трке слободним стилом на дистанцама од 400, 800 и 1500 метара. Некадашњи је европски јуниорски првак на 400 слободно. Вишеструки је национални првак и рекордер. 

## Спортска каријера
Војдак је пливање почео да тренира доста рано, још као осмогодишњи дечак. Прво велико пливачко такмичење на коме је учествовао, било је европско јуниорско првенство 2013. у Познању, где је освојио и прву медаљу у каријери, бронзу у трци на 800 метара слободним стилом. Месец дана касније такмичио се и на светском првенству за јуниоре у Дубаију, где је успео да се пласира у финала трка на 800 и 1500 слободно. Најзначајније успехе у јуниорској каријери постигао је током 2014. године. Прво је на Олимпијским играма младих у Нанкингу заузео високо четврто место у трци на 800 слободно, да би потом, на европском првенству у Дордрехту, освојио титулу континенталног првака у трци на 400 слободно, односно сребрну медаљу на двоструко дужој деоници. 
Дебитантски наступ у сениорској конкуренцији је имао на светском првенству у великим базенима у руском Казању 2015, где је успео да се избори за финалне трке на 400 и 800 метара слободно (обе трке је завршио на шестом месту, а на дужој деоници је испливао и нови национални рекорд). 
Током 2016. наступио је на сва три највећа светска пливачка такмичења — Европском првенству у Лондону, Олимпијским играма у Рију и Светско првенству у малим базенима у Виндзору. На Играма у Рију је наступио у квалификационим тркама на 400 и 1500 слободно, а обе трке је завршио са пласманима испод двадесетог места. Сезону је окончао освајањем бронзане медаље у Виндзору, у трци на 1500 м слободно. 
На свом другом учешћу на светским првенствима, у Будимпешти 2017, освојио је сребрну медаљу у трци на 800 слободно. Пливао је још и у финалу трке на 1500 слободно, где је био седми, док је трку на 400 слободно завршио на десетом месту у квалификацијама. 
Такмичио се и на европском првенству у Глазгову 2018 (8. место на 400 слободно) и Светском првенству у малим базенима у Хангџоуу (7. на 400 слободно). 
На свом трећем узастопном учешћу на светским првенствима у великим базенима, у корејском Квангџуу 2019, такмичио се у три дисциплине — 400 слободно (14. место), 800 слободно (13) и 1500 слободно (23. место).